# Izz al-Din Husayn Xansabani
Izz al-Din Husayn Xansabani fou un sobirà xansabànida de Ghur, probablement amb títol d'amir. Era fill de Kutb al-Din Hasan ibn Muhammad al que va succeir quan va morir mentre reprimia una rebel·lió a Wadjiristan el 1100. L'historiador al-Djuzdjani l'anomena Abu l-Salatin (Pare de Sultans) perquè quatre dels seus fills van arribar al tron.
Izz al-Din fou reconegut pel sultà gaznèvida Masud III Ala al-Dawla ben Ibrahim que havia pujat al tron poc abans (1099). El 1107/1108 el sultà seljúcida Sandjar va organitzar una expedició contra el país de Ghur, en la qual les forces d'Izz al-Din foren derrotades i l'amir fet presoner. Llavors Izz al-Din es va fer vassall del sultà seljúcida amb el que va mantenir en endavant estretes relacions. El tribut que pagava Ghur eren especialitats de la regió: armadures, cotes de malla i gossos ferotges.
Izz al-Din va pujar bastant jove al tron i va tenir un llarg regnat en el qual va consolidar el domini de la seva nissaga sobre Ghur, i va adquirir considerable poder. Quan va morir el 1146 Ghur ja era un estat a tenir en compte. El va succeir el seu fill Sayf al-Din Suri.